# C.I.A.
C.I.A.（シーアイエー）は、キューブに所属する俳優による、『Infinity（無限）』な可能性を秘めたアーティスト達のサポーターズクラブ。

## 概要
- Cube Infinity Artistsを略してC.I.A.
- メンバーはそれぞれ俳優として個人活動をすると同時に、C.I.A.メンバーとしてもイベントやライブなどを企画開催し、ファンと交流する場を積極的に設けていくために発足。

## 略歴
2017年
- 12月17日、キューブ若手俳優サポーターズクラブC.I.A.発足記念!!「キックオフトークイベント」にて発表。[1]

2018年
- 8月3日、木村風太が新メンバーとして加入。C.I.A.presents「MISSION IN SUMMER」からイベントに参加。[2]

2019年
- 4月3日、渋谷樹生が学業を優先するため公式サイトにて卒業を発表。[3]
- 5月15日、中田凌多が新メンバーとして加入。[4]

2020年
- 3月5日、渋谷龍生が芸能界引退に伴い公式サイトにて卒業を発表。[5]

2021年
- 1月1日、星豪毅と坂上翔麻が新メンバーとして加入。[6]
- 3月21日、冨森ジャスティンが芸能界引退に伴い『C.I.A.presents「超 春のファン祭り2021」』をもって卒業。[7]
- 7月15日、金井丈留が新メンバーとして加入。[8]
- 9月4日、C.I.A.presents 「超 MISSION IN SUMMER 2021〜天下分け目の品川大合戦！統一するのは俺達だ！（仮）〜」にて初のCDアルバムが10月27日に発売されることを発表。
- 12月29日、C.I.A.presents「超 SUPER LIVE 2021」にて白洲迅ラストライブとともに第1章完結を迎えた。[9]

2022年
- 1月31日、金井丈留が事務所との契約終了に伴い公式サイトにて卒業を発表。[10]
- 2月14日、宮田龍樹が新メンバーとして加入。[11]
- 2月25日、白洲迅、花塚廉太郎、岩橋大が2022年3月19日をもって卒業することを公式サイトにて発表。[12]
- 12月28日、金井成大が『SUPER SONDE FES 2022』をもって事務所を退所、卒業（正式な卒業・契約終了日は12月31日[13]）。

2023年
- 4月30日、中田凌多が事務所を退所、卒業[14]。
- 12月28、29日、『SUPER LIVE FINAL』をもって加藤諒、坂口涼太郎、木戸邑弥、川原一馬、永田崇人が卒業[15]。

## メンバー
メンバーの人数が多いことからペンライト1本ではカラー被りが生じてしまうため、2色を推奨している。
| 名前                           | 生年月日               | 血液型 | 出身地   | 身長  | カラー        |
| ------------------------------ | ---------------------- | ------ | -------- | ----- | ------------- |
| 阿久津仁愛 （あくつ にちか）   | 2000年12月23日（24歳） | O型    | 栃木県   | 166cm | 白・ ピンク   |
| 井阪郁巳 （いさか いくみ）     | 1996年2月3日（29歳）   | A型    | 奈良県   | 183cm | 青・ ピンク   |
| 市川理矩 （いちかわ りく）     | 1999年1月24日（26歳）  | O型    | 東京都   | 176cm | 黄色・ 白     |
| 神田聖司 （かんだ まさかず）   | 1994年1月4日（31歳）   | O型    | 千葉県   | 180cm | 青・ 白       |
| 菊池銀河 （きくち ぎんが）     | 2002年7月15日（22歳）  | O型    | 東京都   | 176cm | 黄色・ 緑     |
| 木村風太 （きむら ふうた）     | 1999年9月13日（25歳）  | A型    | 京都府   | 161cm | 白・ 緑       |
| 坂上翔麻 （さかうえ しょうま） | 2000年4月12日（24歳）  | O型    | 和歌山県 | 179cm | 緑・ 緑       |
| 中谷優心 （なかたに ゆうしん） | 1995年8月1日（29歳）   | B型    | 大阪府   | 不明  | 白・ オレンジ |
| 林勇輝 （はやし ゆうき）       | 1995年7月4日（29歳）   | O型    | 神奈川県 | 184cm | 紫・ オレンジ |
| 星豪毅 （ほし ごうき）         | 1999年6月17日（25歳）  | A型    | 新潟県   | 169cm | ピンク・ 緑   |
| 村上貴亮 （むらかみ きすけ）   | 1995年1月5日（30歳）   | A型    | 東京都   | 172cm | 緑・ 紫       |
| 安田啓人 （やすだ ひろと）     | 1998年12月21日（26歳） | A型    | 兵庫県   | 180cm | 緑・ 赤       |
| 宮田龍樹 （みやた たつき）     | 1998年5月2日（26歳）   | A型    | 愛知県   | 182cm | 青・ 赤       |

### 過去のメンバー
| 名前                                       | 生年月日               | 血液型    | 出身地 | 身長    | カラー        |
| ------------------------------------------ | ---------------------- | --------- | ------ | ------- | ------------- |
| 加藤諒 （かとう りょう）                   | 1990年2月13日（35歳）  | O型       | 静岡県 | 160cm   | 黄色・ 青     |
| 坂口涼太郎 （さかぐち りょうたろう）       | 1990年8月15日（34歳）  | B型       | 兵庫県 | 171cm   | 紫・ 白       |
| 木戸邑弥 （きど ゆうや）                   | 1992年11月9日（32歳）  | B型       | 奈良県 | 174cm   | ピンク・ 黄色 |
| 川原一馬 （かわはら かずま）               | 1990年12月26日（34歳） | O型       | 静岡県 | 174cm   | 白・ 白       |
| 永田崇人 （ながた たかと）                 | 1993年8月27日（31歳）  | な形(A型) | 福岡県 | 167cm   | 赤・ 紫       |
| 金井成大 （かない そんで）                 | 1990年5月7日（34歳）   | A型       | 岩手県 | 184cm   | 紫・ ピンク   |
| 中田凌多 （なかた りょうた）               | 1999年2月17日（26歳）  | B型       | 群馬県 | 176cm   | 黄色・ 紫     |
| 白洲迅 （しらす じん）                     | 1992年11月1日（32歳）  | A型       | 東京都 | 178cm   | 青・ オレンジ |
| 岩橋大 （いわはし だい）                   | 1992年7月21日（32歳）  | A型       | 福岡県 | 177cm   | 緑・ オレンジ |
| 花塚廉太郎 （はなつか れんたろう）         | 1994年9月8日（30歳）   | A型       | 茨城県 | 178.5cm | 青・ 青       |
| 冨森ジャスティン （とみもり じゃすてぃん） | 1989年6月27日（35歳）  | O型       | 埼玉県 | 183cm   | 赤・ 白       |
| 渋谷龍生 （しぶや たつき）                 | 2000年12月21日（24歳） | O型       | 東京都 | 163cm   | 不明          |
| 渋谷樹生 （しぶや いつき）                 | 2000年12月21日（24歳） | O型       | 東京都 | 162cm   | 不明          |
| 金井丈留 （かない たける）                 | 2001年8月12日（23歳）  | B型       | 群馬県 | 171cm   | 青・ 紫       |

## 派生ユニット

### お兄さんチーム
お兄さんチームは主にC.I.A.内の年上メンバーの事を指す
- メンバー

阿久津仁愛、井阪郁巳
- 卒業メンバー

加藤諒、坂口涼太郎、川原一馬、白洲迅、木戸邑弥、金井成大、冨森ジャスティン、永田崇人
- 曲

だからサヨナラ

### Infinityチーム
Infinityチームは主にC.I.A.内の若手メンバーの事を指す
- メンバー

市川理矩、岩橋大（2022年3月卒業）、金井丈留（2021年1月末卒業）、神田聖司、菊池銀河、木村風太、坂上翔麻、中田凌多（2023年4月卒業）、中谷優心、花塚廉太郎（2022年3月卒業）、林勇輝、星豪毅、村上貴亮、安田啓人、宮田龍樹
- 曲

無限大☆ヒーロー

### □シカク
演劇ハイキューの公演中に結成されたグループ
- メンバー

金井成大、川原一馬、冨森ジャスティン
- 曲

PEEKABOO、Realize

### nagatani
- メンバー

永田崇人、中谷優心
- 曲

寝不足、LOSER、ヤキモチbusy、snow sugar

### kawa
Infinityチームの仲良し3人組
3人並んだ姿が「川」の文字に似ていることから加藤諒によって名付けられた。ファンの名称は「かわっこ」
- メンバー

神田聖司、林勇輝、安田啓人

### eyelash
永田崇人が川原一馬のまつ毛が好きという理由から名付けられたコンビ
- メンバー

永田崇人、川原一馬
- 曲

TRY

### twi20twi
読み方は「とぅいとぅい」お互い20歳の時に結成されたので加藤諒によってこの名がつけられた。
- メンバー

市川理矩、安田啓人

### C.I.A.バレー部
C.I.A.のメンバーで演劇ハイキューに出演していた人達の事を指す。年末のSUPERLIVEではバレー部vsテニス部の戦いが繰り広げられる。(バレー部vsテニス部の際、川原一馬はテニス部になる)
- メンバー

金井成大、川原一馬、神田聖司、木村風太、冨森ジャスティン、中谷優心、永田崇人、林勇輝

### C.I.A.テニス部
C.I.A.のメンバーでミュージカルテニスの王子様に出演していた人達の事を指す。年末のSUPERLIVEではバレー部vsテニス部の戦いが繰り広げられる。
- メンバー

阿久津仁愛、井阪郁巳、川原一馬、木戸邑弥、白洲迅

### 崇人ブラザーズ
永田崇人のソロ曲にてバックダンサーをしているメンバーの事を指す
- メンバー

市川理矩、神田聖司、花塚廉太郎、林勇輝

### ホイップラブクリームス
超 SUPER LIVE 2021限定で結成された金井成大企画のキラキラあざと甘い王道アイドルグループ
- メンバー

市川理矩、金井成大、菊池銀河、中谷優心、星豪毅
- 曲

恋のぺろりんちょ

## ディスコグラフィ

### 配信限定
| #  | 発売日         | タイトル                                    |
| -- | -------------- | ------------------------------------------- |
| 1  | 2018年12月24日 | お揃いの1日                                 |
| 2  | 2019年8月26日  | ドドドどんまい！                            |
| 3  | 2021年8月16日  | 夏夜恋                                      |
| 5  | 2023年4月9日   | サマラバ                                    |
| 6  | 2023年7月22日  | 愛のカタルシス                              |
| 7  | 2023年12月24日 | ZENRYOKU SUSUMO                             |
| 8  | 2023年12月24日 | ギラギラショースター！ ＊Cチーム参加楽曲    |
| 9  | 2023年12月24日 | Hurry up! Here we go now! ＊Aチーム参加楽曲 |
| 10 | 2024年1月8日   | ぼくらの場所 ＊卒業メンバー参加楽曲         |

### アルバム
| # | 発売日         | タイトル | 販売形態     | メディア | 内容 | 規格品番  |
| - | -------------- | -------- | ------------ | -------- | --- | --------- |
| 1 | 2021年10月27日 | 超ALBUM  | 初回限定盤   | CD+DVD   | 1. We Are C.I.A. 2. お揃いの1日 3. ドドドどんまい！ 4. RAINBOW 5. Let’s cooking! 6. 夏夜恋 7. だからサヨナラ 8. 無限大☆ヒーロー 9. 君に恋をしてから +特典DVD | CBTN-0001 |
| 1 | 2021年10月27日 | 超ALBUM  | 通常盤C ver. | CD       | C ver. 限定収録曲 1. 今、何時？＊木戸邑弥ソロ 2. 君のいない冬＊川原一馬ソロ 3. 寝不足＊nagatani（永田崇人、中谷優心）                                        | CBTN-0002 |
| 1 | 2021年10月27日 | 超ALBUM  | 通常盤I ver. | CD       | I ver. 限定収録曲 1. 愛を確かめるキスをしようぜ…＊永田崇人ソロ 2. さんぽみち＊阿久津仁愛ソロ 3. 1人じゃないよ＊井阪郁巳ソロ                                  | CBTN-0003 |
| 1 | 2021年10月27日 | 超ALBUM  | 通常盤A ver. | CD       | A ver. 限定収録曲 1. 秘密の夜＊坂口涼太郎・菊池銀河デュエット 2. 君がちょっと好き＊ソンデソロ 3. 最後は何て言えばいい＊永田崇人ソロ                          | CBTN-0004 |

## 書籍

### ムック本
- C.I.A.公式MOOK「BoyAge presents C.I.A.」（2022年1月31日、カドカワエンタメムック）
- C.I.A.presents「SUPER LIVE FINAL」アフターパンフレット（2024年4月26日）